# Pam Casale
Pour les articles homonymes, voir Casale.
Pam Casale  (née le 20 décembre 1963 à Camden) est une joueuse de tennis américaine, professionnelle dans les années 1980. Elle est aussi connue sous son nom de femme mariée, Pam Casale-Telford.

## Palmarès

### Titre en simple dames
| No | Date       | Nom et lieu du tournoi                   | Catégorie | Dotation | Surface    | Finaliste         | Score    |          |
| -- | ---------- | ---------------------------------------- | --------- | -------- | ---------- | ----------------- | -------- | -------- |
| 1  | 09-03-1981 | Avon Futures of Bakersfield, Bakersfield | Futures   | 30 000 $ | Dur (ext.) | Barbara Hallquist | 6-4, 6-3 | Parcours |

### Finales en simple dames
| No | Date       | Nom et lieu du tournoi                       | Catégorie | Dotation  | Surface         | Vainqueure      | Score         |          |
| -- | ---------- | -------------------------------------------- | --------- | --------- | --------------- | --------------- | ------------- | -------- |
| 1  | 24-08-1981 | Volvo Tennis Cup, Mahwah                     |           | 100 000 $ | Dur (ext.)      | Hana Mandlíková | 6-2, 6-2      | Parcours |
| 2  | 19-10-1981 | Japan Open, Tokyo                            |           | 50 000 $  | Moquette (int.) | Marie Neumanova | 2-6, 6-4, 6-1 | Parcours |
| 3  | 28-01-1985 | BMW Championships, Marco Island              |           | 100 000 $ | Dur (ext.)      | Bonnie Gadusek  | 6-3, 6-4      | Parcours |
| 4  | 07-10-1985 | Virginia Slims of Indianapolis, Indianapolis |           | 75 000 $  | Moquette (int.) | Bonnie Gadusek  | 6-0, 6-3      | Parcours |

### Titre en double dames
Aucun

### Finale en double dames
| No | Date       | Nom et lieu du tournoi                          | Catégorie | Dotation  | Surface    | Vainqueures                | Partenaire      | Score         |          |
| -- | ---------- | ----------------------------------------------- | --------- | --------- | ---------- | -------------------------- | --------------- | ------------- | -------- |
| 1  | 07-11-1983 | Lynda Carter Maybelline Classic Deerfield Beach |           | 125 000 $ | Dur (ext.) | Bonnie Gadusek Wendy White | Mary Lou Piatek | 6-1, 3-6, 6-3 | Parcours |

## Parcours en Grand Chelem

### En simple dames
| Année | Open d'Australie (janvier) | Open d'Australie (janvier) | Internationaux de France | Internationaux de France | Wimbledon       | Wimbledon       | US Open         | US Open         | Open d'Australie (décembre) | Open d'Australie (décembre) |
| ----- | -------------------------- | -------------------------- | ------------------------ | ------------------------ | --------------- | --------------- | --------------- | --------------- | --------------------------- | --------------------------- |
| 1981  | n/a                        | n/a                        | 3e tour (1/16)           | Pam Teeguarden           | 2e tour (1/32)  | Wendy White     | 3e tour (1/16)  | Tracy Austin    | -                           | -                           |
| 1982  | n/a                        | n/a                        | 4e tour (1/8)            | Chris Evert              | 3e tour (1/16)  | Joanne Russell  | 1er tour (1/64) | Kim Steinmetz   | -                           | -                           |
| 1983  | n/a                        | n/a                        | 2e tour (1/32)           | Lisa Bonder              | 2e tour (1/32)  | Andrea Jaeger   | 1er tour (1/64) | Shelley Solomon | -                           | -                           |
| 1984  | n/a                        | n/a                        | 1er tour (1/64)          | Mima Jaušovec            | 3e tour (1/16)  | Helena Suková   | 2e tour (1/32)  | Bonnie Gadusek  | -                           | -                           |
| 1985  | n/a                        | n/a                        | 2e tour (1/32)           | Nathalie Tauziat         | 1er tour (1/64) | Andrea Holíková | 2e tour (1/32)  | Zina Garrison   | -                           | -                           |
| 1986  | n/a                        | n/a                        | 4e tour (1/8)            | Steffi Graf              | 2e tour (1/32)  | Chris Evert     | 2e tour (1/32)  | G. Sabatini     | n/a                         | n/a                         |
| 1987  | -                          | -                          | -                        | -                        | 1er tour (1/64) | Susan Sloane    | 2e tour (1/32)  | Lisa Bonder     | n/a                         | n/a                         |
| 1988  | 1er tour (1/64)            | Melissa.Brown              | -                        | -                        | -               | -               | -               | -               | n/a                         | n/a                         |

À droite du résultat, l’ultime adversaire.

### En double dames
| Année | Open d'Australie (janvier)   | Open d'Australie (janvier) | Internationaux de France     | Internationaux de France   | Wimbledon                     | Wimbledon                | US Open                       | US Open                     | Open d'Australie (décembre) | Open d'Australie (décembre) |
| ----- | ---------------------------- | -------------------------- | ---------------------------- | -------------------------- | ----------------------------- | ------------------------ | ----------------------------- | --------------------------- | --------------------------- | --------------------------- |
| 1981  | n/a                          | n/a                        | -                            | -                          | -                             | -                        | 1er tour (1/32) Kathy Rinaldi | L. Antonoplis Lindsay Morse | -                           | -                           |
| 1982  | n/a                          | n/a                        | 2e tour (1/16) L. Thompson   | Jo Durie Anne Hobbs        | -                             | -                        | 1er tour (1/32) C. Manuel     | H. Mandlíková Helena Suková | -                           | -                           |
| 1983  | n/a                          | n/a                        | 1er tour (1/32) R. Reggi     | Beverly Mould E. Sayers    | 1er tour (1/32) Kim Sands     | Elise Burgin A. Moulton  | 1er tour (1/32) R. Reggi      | L. Antonoplis B. Jordan     | -                           | -                           |
| 1984  | n/a                          | n/a                        | 2e tour (1/16) Kathrin Keil  | Jo Durie Anne Hobbs        | 1er tour (1/32) Lucia Romanov | Navrátilová Pam Shriver  | 1er tour (1/32) Kim Sands     | Kathy Jordan E. Sayers      | -                           | -                           |
| 1985  | n/a                          | n/a                        | 2e tour (1/16) Sabrina Goleš | R. Fairbank Anne Hobbs     | 1er tour (1/32) Peanut Louie  | C. Benjamin Jaime Kaplan | 1er tour (1/32) R. Reggi      | L. Antonoplis Henricksson   | -                           | -                           |
| 1986  | n/a                          | n/a                        | 1er tour (1/32) B. Gerken    | Mercedes Paz Virginia Wade | 1er tour (1/32) M. Casati     | Bettina Bunge C. Porwik  | 2e tour (1/16) M. L. Piatek   | B. Nagelsen J. Russell      | n/a                         | n/a                         |
| 1987  | -                            | -                          | -                            | -                          | 1er tour (1/32) L. Drescher   | Anne Hobbs C. Reynolds   | 1er tour (1/32) S. Mascarin   | Anne Hobbs B. Nagelsen      | n/a                         | n/a                         |
| 1988  | 1er tour (1/32) Ilana Berger | Céline Cohen Tsarbopoulou  | -                            | -                          | -                             | -                        | -                             | -                           | n/a                         | n/a                         |

Sous le résultat, la partenaire ; à droite, l’ultime équipe adverse.

### En double mixte
| Année | Open d'Australie (janvier), | Open d'Australie (janvier), | Internationaux de France     | Internationaux de France | Wimbledon                    | Wimbledon                  | US Open                      | US Open                   | Open d'Australie (décembre), | Open d'Australie (décembre), |
| ----- | --------------------------- | --------------------------- | ---------------------------- | ------------------------ | ---------------------------- | -------------------------- | ---------------------------- | ------------------------- | ---------------------------- | ---------------------------- |
| 1981  | n/a                         | n/a                         | 1er tour (1/16) Craig Wittus | Lele Forood Eric Fromm   | -                            | -                          | -                            | -                         | n/a                          | n/a                          |
| 1982  | n/a                         | n/a                         | -                            | -                        | -                            | -                          | 2e tour (1/8) Mike Bauer     | C. Reynolds S. Stewart    | n/a                          | n/a                          |
| 1983  | n/a                         | n/a                         | 3e tour (1/8) Ricardo Ycaza  | B. Jordan E. Teltscher   | -                            | -                          | -                            | -                         | n/a                          | n/a                          |
| 1984  | n/a                         | n/a                         | 1er tour (1/32) Jaime Fillol | Anne White Chris Dunk    | 3e tour (1/8) Jaime Fillol   | Kathy Jordan Steve Denton  | 1er tour (1/32) Jaime Fillol | M. Maleeva Tom Gullikson  | n/a                          | n/a                          |
| 1985  | n/a                         | n/a                         | -                            | -                        | 1er tour (1/32) Jaime Fillol | C. Jolissaint Z. Kuhárszky | 1er tour (1/16) David Graham | Virginia Wade Kim Warwick | n/a                          | n/a                          |

Sous le résultat, le partenaire ; à droite, l’ultime équipe adverse.

## Classements WTA

### Classements en simple en fin de saison
| Année | 1983 | 1984 | 1985 | 1986 | 1987 | 1988 | 1989 | 1990 | 1991 |
| Rang  | 40   | 15   | 34   | 41   | 111  | 170  | 225  | 641  | 564  |

Source : (en) « Classements de Pam Casale », sur le site officiel du WTA Tour

### Classements en double en fin de saison
| Année | 1986 | 1987 | 1988 | 1989 |
| Rang  | 125  | 170  | 529  | 412  |

Source : (en) « Classements de Pam Casale », sur le site officiel du WTA Tour